# Maire

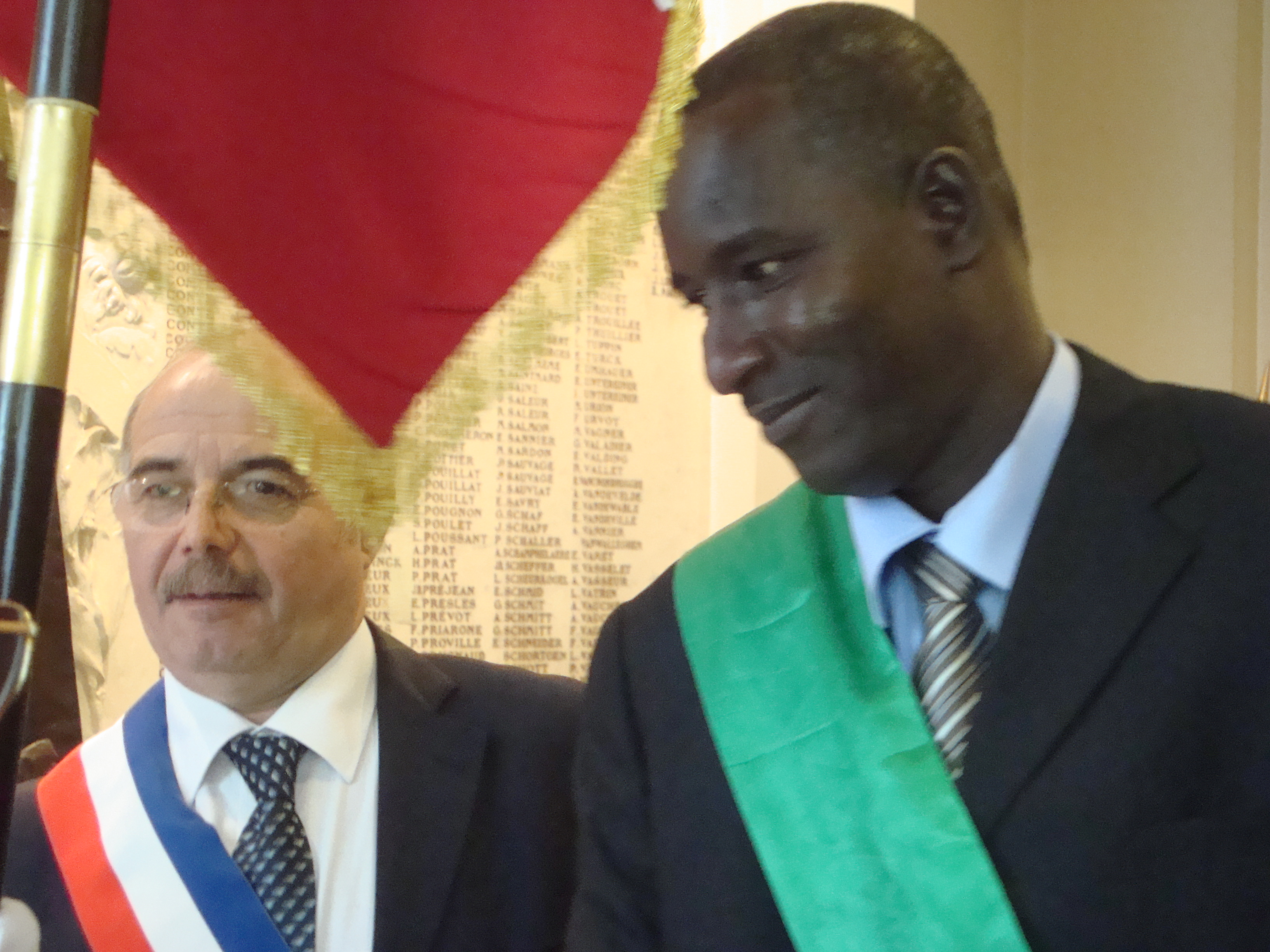
Ein Maire aus Mauretanien zu Besuch bei einem Amtskollegen in Frankreich

Maire ist die französische Bezeichnung für den Bürgermeister einer Gemeinde. Zur Herkunft des Wortes aus dem Lateinischen siehe Meier.

## Historisches
Die Bekanntheit der Bezeichnung Maire weitete sich durch die Expansion Frankreichs unter Napoléon in andere Länder Europas aus, namentlich in das Rheinland während der Franzosenzeit und in die Modellstaaten des Rheinbunds, die eine Verwaltung nach französischem Vorbild einführen ließen. Später wurde diese Amtsbezeichnung auch in Ländern übernommen, die aus Französischen Kolonien hervorgegangen sind.
Der Maire wurde unterstützt vom maire-adjoint („stellvertretender Bürgermeister“) und einem conseil municipal („Gemeinderat“).

### Königreich Westphalen
In der Westphälischen Verwaltungsordnung stand erstmals ein Maire allein der lokalen Administration vor. Der Adjunkt vertrat höchstens in Krankheitsfällen mittels Delegation die Verwaltung. Der Maire war für eine historisch nicht dagewesene Fülle von Aufgaben eines Reichsbeamten zuständig. Er führte Aufsicht über den Gemeindebesitz, verteilte Gelder aus dem Etat, requirierte direkte Steuern, führte die Gemeindekasse und beaufsichtigte Fonds und Stiftungen. Er hatte ordnungspolizeiliche Aufgaben, überwachte Reinlichkeit und Gesundheitspflege, kümmerte sich um Instandhaltung öffentlicher Gebäude und Kirchen und schützte die öffentliche Ruhe. Zudem autorisierte er Versammlungen und Gesellschaften, musterte die zu Wehrpflicht Ausgeschriebenen und evaluierte Verwaltungsvorgänge.
Vorgängerform der Maire war die Munizipalität. Die Mairies wurden zu Kantonen zusammengefasst.
Ein Siegel der Mairie mit Napoleon-Emblem findet man unter Lünen.